# Gudrun Trausmuth

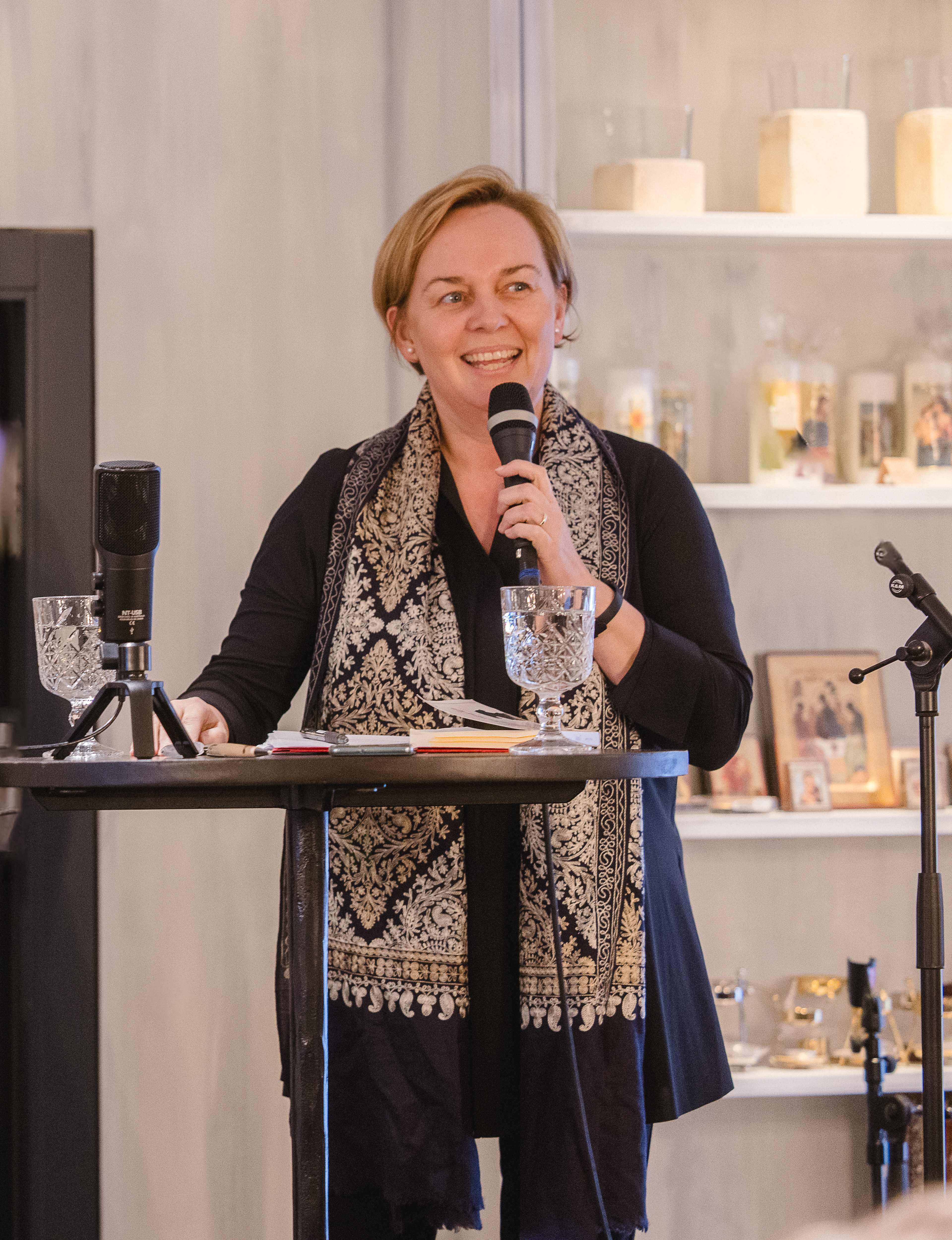
Trausmuth bei einer Buchpräsentation, 2023

Gudrun Trausmuth (* 10. Oktober 1969 in Linz als Gudrun Födermayr) ist eine österreichische Literaturwissenschaftlerin.

## Leben
Gudrun Trausmuth wuchs im österreichisch-bayrischen Grenzraum auf. Nach dem Abitur am Gymnasium Untergriesbach in Bayern, studierte sie Deutsche Philologie und Romanistik an der Universität Wien, mit Studienaufenthalten in Angers und Paris. Nach einer Diplomarbeit über Leichenpredigten des Barock, promovierte sie bei Werner Welzig am Wiener Institut für Germanistik über das Textelement der Predigt in der erzählenden Literatur des 19. und 20. Jahrhunderts. Sie war als Übersetzerin tätig und arbeitete von 1998 bis 2004 als Bildungsreferentin an der Katholischen Hochschulgemeinde Wien. Von 2001 bis 2009 war sie im Gründungs- und Leitungsteam des philosophisch-theologischen Studienprogramms Duc in altum!.
Seit 2013 arbeitet sie im Radio- und Printjournalismus. Gudrun Trausmuth ist redaktionelle Mitarbeiterin von Radio Maria Österreich. Seit 2013 publiziert sie in der deutschen Wochenzeitung Die Tagespost. Auf dem Nachrichtenportal Kath.net veröffentlichte sie 2016–2020 die Kolumne „BeneDicta“ zu kultur- und gesellschaftspolitischen Themen. Seit 2020 hat Trausmuth einen Lehrauftrag für Religionsphilosophie am Europäischen Institut für Religion und Philosophie an der Philosophisch-Theologischen Hochschule Benedikt XVI. in Heiligenkreuz. 2021 lancierte sie die Literaturkolumne des Vatican Magazins zum Thema: „Große Texte des Abendlandes“.
In Zusammenarbeit mit der Philosophin Hanna-Barbara Gerl-Falkovitz gibt Gudrun Trausmuth die Kleine Bibliothek des Abendlandes heraus. Trausmuth ist seit Juni 2021 Präsidentin der „Gertrud von le Fort-Gesellschaft zur Förderung christlicher Literatur“ mit Sitz in Würzburg. Seit 2023 ist Trausmuth Autorin auf www.corrigenda.online. Beim 2024 neugegründeten online-Wochenmagazin Libratus, herausgegeben von Gudula Walterskirchen, gehört Trausmuth zum Redaktionsteam. Sie hält Vorträge zu literaturwissenschaftlichen, lesepädagogischen und kulturphilosophischen Themen. Trausmuth ist verheiratet und hat zwei Söhne.

## Herausgeberschaft
- Don Camillo und Peppone: Ausgewählte Geschichten. Hrsg. von Hanna-Barbara Gerl-Falkovitz und Gudrun Trausmuth. Leselicht: Karl Wallner. Kleine Bibliothek des Abendlandes. Bd. 10. Heiligenkreuz: Be&Be 2025. ISBN 978-3-903518-26-1
- Neue Schau: Große christliche Erzählungen im 20. Jahrhundert. Hrsg. von Hanna-Barbara Gerl-Falkovitz und Gudrun Trausmuth. Leselichter: Hanna-Barbara Gerl-Falkovitz, Gudrun Trausmuth, Alkuin Schachenmayr, Kosmas Thielmann, Uwe Wolff, Jennifer Bryson. Kleine Bibliothek des Abendlandes. Bd. 9. Heiligenkreuz: Be&Be 2023. ISBN 978-3-903602-74-8
- Bernhard von Clairvaux: Honig aus dem Felsen. Hrsg. von Hanna-Barbara Gerl-Falkovitz und Gudrun Trausmuth. Leselicht: Alkuin Volker Schachenmayr. Kleine Bibliothek des Abendlandes. Bd. 8. Heiligenkreuz: Be&Be 2021 ISBN 978-3-903602-15-1
- Werner Bergengruen: Am Himmel wie auf Erden. Hrsg. von Hanna-Barbara Gerl-Falkovitz und Gudrun Trausmuth. Leselicht: Nicolaus Buhlmann. Kleine Bibliothek des Abendlandes. Bd. 7. Heiligenkreuz: Be&Be 2020. ISBN 978-3-903118-92-8
- John Henry Newman: Betrachtungen und Gebete. Hrsg. von Hanna-Barbara Gerl-Falkovitz und Gudrun Trausmuth. Leselicht: Paul Bernhard Wodrazka. Kleine Bibliothek des Abendlandes, Bd. 6. Heiligenkreuz: Be&Be 2018. ISBN 978-3-903118-74-4
- Ruth Schaumann: Die Geheimnisse um Vater Titus. Der Jugend erzählt. Hrsg. von Hanna-Barbara Gerl-Falkovitz und Gudrun Trausmuth. Leselicht: Hanna-Barbara Gerl-Falkovitz. Kleine Bibliothek des Abendlandes, Bd. 5. Heiligenkreuz: Be&Be 2018. ISBN 978-3-903118-64-5
- Gertrud von le Fort: Das Schweißtuch der Veronika 2. Der Kranz der Engel. Hrsg. von Hanna-Barbara Gerl-Falkovitz und Gudrun Trausmuth. Leselicht: Hans-Rüdiger Schwab. Kleine Bibliothek des Abendlandes, Bd. 4. Heiligenkreuz: Be&Be 2018. ISBN 978-3-903118-60-7
- Gertrud von le Fort: Das Schweißtuch der Veronika 1. Der römische Brunnen. Hrsg. von Hanna-Barbara Gerl-Falkovitz und Gudrun Trausmuth. Leselicht: Gudrun Trausmuth. Kleine Bibliothek des Abendlandes, Bd. 3. Heiligenkreuz: Be&Be 2018. ISBN 978-3-903118-59-1
- Paul Claudel: Kreuzweg. Mariä Verkündigung. Leselicht: Gundula Harand, Veit Neumann. Kleine Bibliothek des Abendlandes, Bd. 2. Hrsg. von Hanna-Barbara Gerl-Falkovitz und Gudrun Trausmuth. Heiligenkreuz: Be&Be 2017. ISBN 978-3-903118-54-6
- James Stephens: Fionn der Held. Irische Sagen und Märchen, übersetzt und eingeleitet von Ida Friederike Görres und Hanna-Barbara Gerl-Falkovitz. Kleine Bibliothek des Abendlandes, Bd. 1. Hrsg. von Hanna-Barbara Gerl-Falkovitz und Gudrun Trausmuth. Heiligenkreuz: Be&Be 2017. ISBN 978-3-903118-29-4
- Gertrud von le Fort. Lesebuch. Mit Einleitung und Kommentar. Hrsg. von Gundula Harand und Gudrun Trausmuth. Echter Verlag: Würzburg 2012. 3. Aufl. 2017. ISBN 978-3-429-03498-6
- Humanismus und Christentum. Hrsg. von Veit Neumann, Gudrun Trausmuth und Julia Wächter. Regensburger philosophisch-theologische Schriften, Bd. 14. Regensburg: Pustet 2020. ISBN 978-3-7917-3201-5

## Veröffentlichungen (Auswahl seit 2015)
- Das Sprechen mit Vollmacht. Predigt im Roman. In: Die Tagespost. 26. Mai 2015.
- Dichterin der Barmherzigkeit. Misericordia bei Gertrud von le Fort. In: Die Tagespost. 28. Oktober 2016.
- Paul Claudel zum 150. Geburtstag. Wechselhafte Landschaft: Religion als Reibefläche. in: Academia. Zeitschrift des Cartellverbandes der kath. dt. Studentenverbindungen, 111.2 (2018).
- Gertrud von le Fort. Sinn und Ziel, in: Leben und Werk inspirierender Schriftsteller, S. 109–147. Hrsg. von Stefan Meetschen und Alexander Pschera. Kißlegg: Fe-medienverlag 2016. ISBN 978-3-86357-152-8
- Werner Bergengruen. Ein Erzähler in gefährlicher Zeit. In: Poeten, Priester und Propheten. Leben und Werk inspirierender Schriftsteller, S. 177–185. Hrsg. von Stefan Meetschen und Alexander Pschera. Kißlegg: Fe-medienverlag 2016. ISBN 978-3-86357-152-8
- C.S. Lewis: Christlicher Blick auf das Universum, in Poeten, Priester und Propheten. Leben und Werk inspirierender Schriftsteller, S. 217–225. Hrsg. von Stefan Meetschen und Alexander Pschera. Kißlegg: Fe-medienverlag 2016. ISBN 978-3-86357-152-8
- P. Theophil Heimb O.Cist: Heiligenpredigten in Einzeldrucken (1747-1767), in: Die Lebenswelt der Zisterzienser. Neue Studien zur Geschichte eines europäischen Ordens, S. 447–479. Festschrift für P. Alkuin Schachenmayr O.Cist. Hrsg. von Joachim Werz. Heiligenkreuz, Regensburg: Be&Be, Schnell&Steiner 2020. ISBN 978-3-903118-88-1 u. ISBN 978-3-7954-3471-7

Weitere Beiträge in Die Presse, Der Standard, Vatican Magazin, Analecta Cisterciensia, Lepanto Almanach und dem Forum der Gertrud von le Fort-Gesellschaft. Zeitweise Mitherausgeberschaft der Zeitschrift Ambo.